# Zebulon Pike
Zebulon Montgomery Pike (5 de janeiro de 1779 – 27 de abril de 1813) foi um general de brigada e explorador norte-americano que deu o nome ao pico Pikes Peak no Colorado. 

## Vida
Como oficial do Exército dos EUA, ele liderou duas expedições sob a autoridade do Presidente Thomas Jefferson através do novo território de comprado a Louisiana, primeiro em 1805-1806 para fazer o reconhecimento da parte superior do norte do rio Mississippi e, em seguida, em 1806-1807 para explorar o sudoeste das colônias espanholas do norte do Novo México e Texas. As expedições de Pike coincidiram com outras expedições, incluindo a expedição de Lewis e Clark (1804-1806) e a expedição de Thomas Freeman e Peter Custis até o Rio Vermelho (1806).
A segunda expedição de Pike cruzou as Montanhas Rochosas para o que hoje é o sul do Colorado, o que levou à sua captura pelas autoridades coloniais espanholas perto de Santa Fé, que enviaram Pike e seus homens a Chihuahua (atual México), para interrogatório. Mais tarde, em 1807, Pike e alguns de seus homens foram escoltados pelos espanhóis pelo Texas e libertados perto do território americano na Louisiana.
Em 1810, Pike publicou um relato de suas expedições, um livro tão popular que foi traduzido para os idiomas holandês, francês e alemão, para publicação na Europa. Posteriormente, ele alcançou o posto de general de brigada no Exército americano e serviu durante a Guerra de 1812, até ser morto durante a Batalha de York, em abril de 1813, fora da então capital colonial britânica do Alto Canadá (mais tarde Toronto, Ontário).